# Challenge Tour 8 2020 (snooker)
Il Challenge Tour 8 è l'ottavo evento Challenge Tour della stagione 2019-2020 di snooker che si è disputato il 18 e il 19 gennaio 2020 a Tamworth in Inghilterra.

## Montepremi
- Vincitore: £2.000
- Finalista: £1.000
- Semifinalisti: £700
- Quarti di Finale: £500
- Sedicesimi di Finale: £200
- Trentaduesimi di Finale: £125

## Fase a eliminazione diretta
| Sessantesimi di Finale | Trentaduesimi di Finale | Sedicesimi di Finale   | Quarti di Finale       | Semifinali             | Finale                 |
| ---------------------- | ----------------------- | ---------------------- | ---------------------- | ---------------------- | ---------------------- |
| Al meglio dei 5 frames | Al meglio dei 5 frames  | Al meglio dei 5 frames | Al meglio dei 5 frames | Al meglio dei 5 frames | Al meglio dei 5 frames |

### Sessantesimi di Finale
| Giocatore       | Giocatore         | Risultato       |
| --------------- | ----------------- | --------------- |
| Allan Taylor    | Ka Wai Cheung     | 3 - 2           |
| Lewis Gillen    | Oliver Brown      | 3 - 1           |
| George Pragnell | Matthew Glasby    | 3 - 0           |
| Andrew Pagett   | Kuldesh Johal     | 3 - 0           |
| Ashley Hugill   | Paul Davison      | 0 - 3 (Forfait) |
| Luke Pinches    | Liam Davies       | 3 - 0           |
| Adam Duffy      | Danny Brindle     | 3 - 0           |
| Dean Young      | Gary Challis      | 3 - 1           |
| Jake Nicholson  | Simon Bedford     | 3 - 0           |
| Sean O'Sullivan | Peter Devlin      | 3 - 0           |
| Lee Stephens    | Robbie McGuigan   | 3 - 1           |
| Tyler Rees      | Garry Coulson     | 3 - 2           |
| Sean Maddocks   | Luke Simmonds     | 3 - 2           |
| Kayden Brierley | Stuart Watson     | 3 - 1           |
| Andy Marriott   | Keishin Kamihashi | 3 - 0           |
| Simon Blackwell | Alex Millington   | 3 - 2           |
| Dylan Emery     | Tugba Irten       | 3 - 0           |
| Lee Shanker     | Ryan Davies       | 3 - 0           |
| Andrew Doherty  | Amir Sarkhosh     | 0 - 3           |
| Andreas Ploner  | Andres Petrov     | 3 - 1           |
| David Finbow    | Adrian Rosa       | 3 - 1           |
| Patrick Whelan  | Cristopher Keogan | 3 - 2           |
| Zak Surety      | Jamie McArdle     | 3 - 2           |
| Lukas Kleckers  | Callum Lloyd      | 3 - 2           |
| Harry Farrell   | Sanderson Lam     | 2 - 3           |
| Michael Collumb | Alex Taubman      | 3 - 2           |
| Fergal Quinn    | Steven Hallworth  | 2 - 3           |
| Saqib Nasir     | Rory McLeod       | 0 - 3           |

### Trentaduesimi di Finale
| Giocatore        | Giocatore        | Risultato       |
| ---------------- | ---------------- | --------------- |
| Allan Taylor     | Lewis Gillen     | 3 - 1           |
| George Pragnell  | Andrew Pagett    | 3 - 1           |
| Paul Davison     | Luke Pinches     | 3 - 0           |
| Iulian Boiko     | Adam Duffy       | 0 - 3 (Forfait) |
| Dean Young       | Jake Nicholson   | 3 - 2           |
| Billy Ginn       | Sean O'Sullivan  | 0 - 3           |
| Lee Stephens     | Tyler Rees       | 1 - 3           |
| Sean Maddocks    | Kayden Brierley  | 1 - 3           |
| Andy Marriott    | Simon Blackwell  | 0 - 3           |
| Dylan Emery      | Lee Shanker      | 3 - 1           |
| Amir Sarkhosh    | Andreas Ploner   | 2 - 3           |
| David Finbow     | Patrick Whelan   | 0 - 3           |
| Zak Surety       | Lukas Kleckers   | 2 - 3           |
| Sydney Wilson    | Sanderson Lam    | 1 - 3           |
| Michael Collumb  | Steven Hallworth | 3 - 2           |
| Daniel Womersley | Rory McLeod      | 1 - 3           |

### Sedicesimi di Finale
| Giocatore       | Giocatore       | Risultato |
| --------------- | --------------- | --------- |
| Allan Taylor    | George Pragnell | 0 - 3     |
| Paul Davison    | Adam Duffy      | 2 - 3     |
| Dean Young      | Sean O'Sullivan | 1 - 3     |
| Tyler Rees      | Kayden Brierley | 3 - 1     |
| Simon Blackwell | Dylan Emery     | 3 - 2     |
| Andreas Ploner  | Patrick Whelan  | 0 - 3     |
| Lukas Kleckers  | Sanderson Lam   | 3 - 1     |
| Michael Collumb | Rory McLeod     | 1 - 3     |

### Quarti di Finale
| Giocatore       | Giocatore       | Risultato |
| --------------- | --------------- | --------- |
| George Pragnell | Adam Duffy      | 3 - 0     |
| Tyler Rees      | Sean O'Sullivan | 3 - 1     |
| Patrick Whelan  | Simon Blackwell | 3 - 0     |
| Lukas Kleckers  | Rory McLeod     | 3 - 1     |

### Semifinali
| Giocatore      | Giocatore       | Risultato |
| -------------- | --------------- | --------- |
| Tyler Rees     | George Pragnell | 3 - 1     |
| Lukas Kleckers | Patrick Whelan  | 3 - 2     |

### Finale
| Tamworth Sports Bar, Tamworth, Inghilterra, Regno Unito, 19 gennaio 2020 Arbitro: ? | Tamworth Sports Bar, Tamworth, Inghilterra, Regno Unito, 19 gennaio 2020 Arbitro: ? | Tamworth Sports Bar, Tamworth, Inghilterra, Regno Unito, 19 gennaio 2020 Arbitro: ? |
| Lukas Kleckers                                                                      | 3 - 1                                                                               | Tyler Rees                                                                          |
| ----------------------------------------------------------------------------------- | ----------------------------------------------------------------------------------- | ----------------------------------------------------------------------------------- |
| SESSIONE UNICA:                                                                     |                                                                                     |                                                                                     |
| MIGLIOR BREAK: ? CENTURY BREAKS: ?                                                  |                                                                                     | MIGLIOR BREAK: ? CENTURY BREAKS: ?                                                  |
| Lukas Kleckers vince il Challenge Tour 8 2020                                       |                                                                                     |                                                                                     |